# ES Hammam-Sousse
El ES Hammam-Sousse (en árabe: الأمل الرياضي بحمام سوسة‎) es un equipo de fútbol de Túnez que juega en el Championnat de Ligue Profesionelle 2, la segunda división nacional.

## Historia
Fue fundado en el año 1954 en la ciudad de Hammam Sousse por un grupo de jóvenes liderado por el ingeniero Mokhtar Latiri.
Su debut en competiciones nacionales se dio en 1954/55 en la tercera división nacional, pero entre los años 1970 y 1995 los pasó entre la cuarta y la quinta división.
En 2006 el club asciende a la CLP-1 por primera vez, aunque su estancia en primera división.

## Palmarés
- CLP-2: 1

2007/08